# Rhyacophila tridentata
Rhyacophila tridentata är en nattsländeart som beskrevs av Tian och Li 1986. Rhyacophila tridentata ingår i släktet Rhyacophila och familjen rovnattsländor. Inga underarter finns listade i Catalogue of Life.